# 북쪽 나라에서
《북쪽 나라에서》 또는 《북쪽 지방에서》(北の国から 기타노쿠리카라[*])는 후지 TV에서 방송된 일본의 텔레비전 드라마이다. 1981년 10월 9일부터 1982년 3월 26일까지 방송되었으며 1983년부터 2002년까지 스페셜 드라마가 방송되었다.
다나카 쿠니에가 주연을 맡았으며 홋카이도 후라노시를 무대로 하고 있다.

## 개요
도쿄에서 고향인 홋카이도로 귀향해 대자연과 함께 살아가는 가족을 그린 드라마이다. 쿠라모토 소우가 각본을 맡았으며, 연속 드라마 방송 후 8편의 스페셜 드라마가 방송됐다. 주제가의 작곡과 스캣은 사다 마사시가 맡았다.
21년에 걸쳐 방송됐으나, 제작진의 고령화에 따른 정년 퇴임 및 장기 로케이션에 따른 높은 제작비 등으로 속편 제작에 어려움이 생겨 《2002 유언》편을 끝으로 제작이 종료됐다.

## 작품
연속 드라마
- 연속 드라마 (1981년 - 1982년)

스페셜 드라마
- 북쪽 나라에서 '83 겨울
- 북쪽 나라에서 '84 여름
- 북쪽 나라에서 '87 첫사랑
- 북쪽 나라에서 '89 귀향
- 북쪽 나라에서 '92 독립
- 북쪽 나라에서 '95 비밀
- 북쪽 나라에서 '98 시대
- 북쪽 나라에서 '02 유언

## 등장인물
- 쿠로이타 고로 - 다나카 구니에
- 쿠로이타 레이코 - 이시다 아유미
- 쿠로이타 준 - 요시오카 히데타카
- 키타니(미즈타니) 료코 - 하라다 미에코
- 이타미 주조
- 류 지슈
- 후부키 준